# Archidendron forbesii
Archidendron forbesii är en ärtväxtart som beskrevs av Baker f. Archidendron forbesii ingår i släktet Archidendron och familjen ärtväxter. IUCN kategoriserar arten globalt som sårbar. Inga underarter finns listade i Catalogue of Life.